# Mankyua chejuensis
Mankyua chejuensis là một loài dương xỉ trong họ Ophioglossaceae. Loài này được B.Y.Sun, M.H.Kim & C.H.Kim mô tả khoa học đầu tiên năm 2001.
Danh pháp khoa học của loài này chưa được làm sáng tỏ. 